# Kabellegger

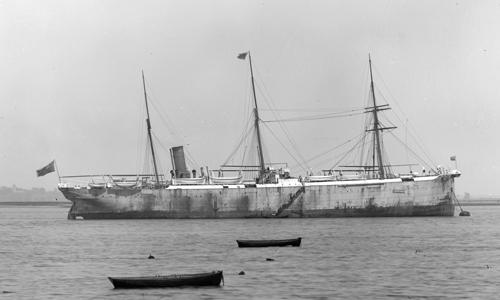
CS Hooper, 's werelds eerste speciaal gebouwdde kabellegger, gebouwd door C. Mitchell & Co uit Newcastle upon Tyne in 1873, omgedoopt in CS Silvertown in 1881

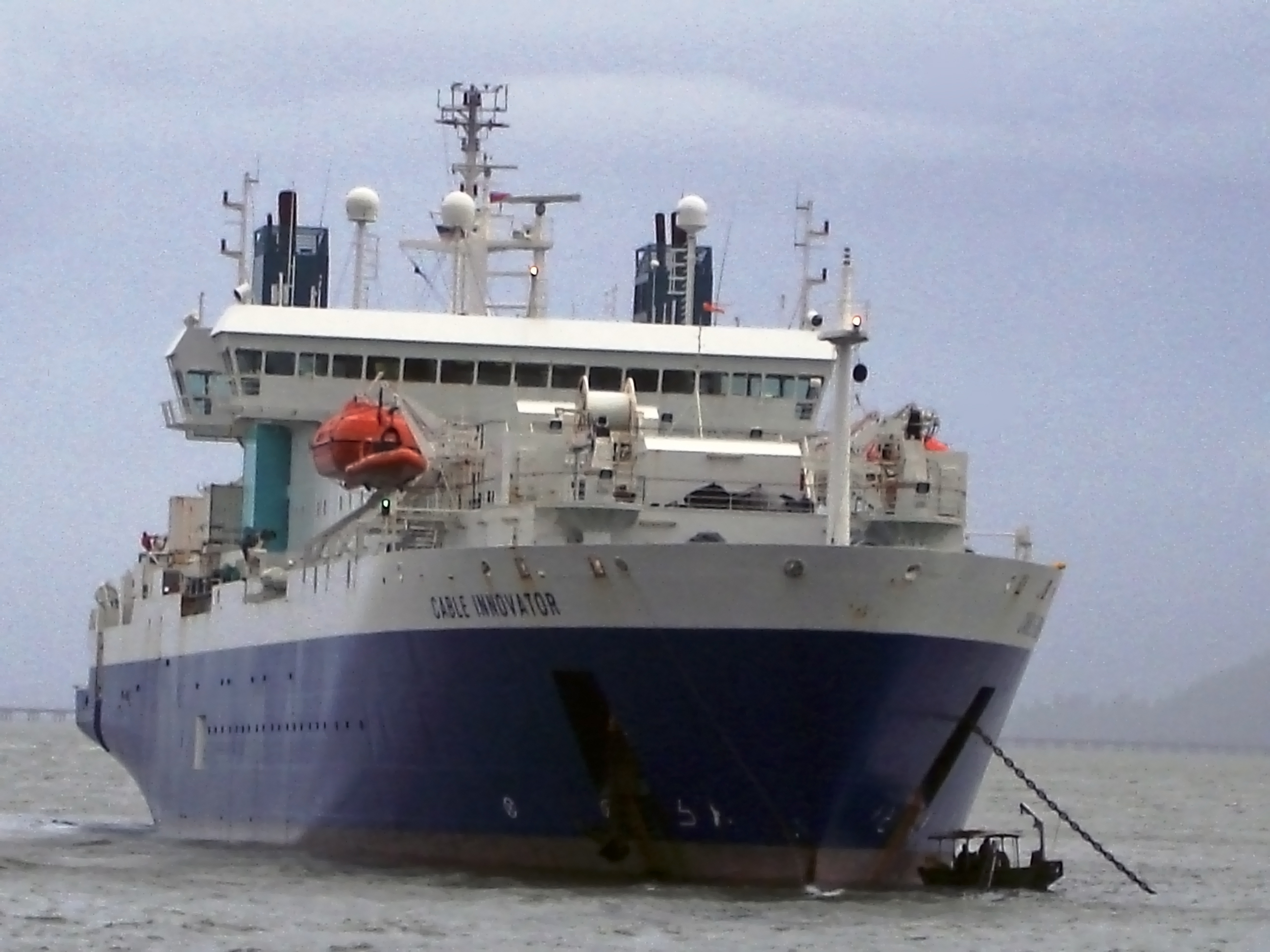
CS Cable Innovator voor anker in Astoria, Oregon

Een kabelleggend schip of kabellegger is een zeeschip dat ontworpen is om onderzeekabels te leggen op de zeebodem. Deze kabels kunnen gebruikt worden voor telecommunicatie, het doorgeven van elektrische energie of andere doeleinden. Een kabellegger kan men herkennen aan grote katrollen voor- en/of achteraan het schip. Vroeger hadden kabelleggers zowel vooraan als achteraan zo'n uitrusting, terwijl men nu meer de neiging heeft om enkel achteraan het schip deze installaties te monteren omwille van het gebruiksgemak en de kosten.
De katrollen hebben als doel de kabel van het schip in zee te begeleiden zodat er minder krachten op de kabel werken. Indien de hoek tussen de kabel en de zeespiegel te groot wordt dan verhoogt dat het risico op schade aan de kabel.
De eerste trans-Atlantische kabel werd gelegd in 1857-1858 door de HMTS Monarch, de latere CS Sentinel. De eerste trans-Atlantische telefoonkabel, genaamd de TAT-1, liep van Schotland naar Nova Scotia. De kabel liet communicatie toe tussen Europa en Noord-Amerika en werd gebruikt door het General Post Office van Groot-Brittannië. De eerste kabel was al snel gebroken, het duurde tot 1866 voor SS Great Eastern een nieuwe kon leggen. Sindsdien zijn de twee continenten steeds verbonden geweest.
Onderzeese kabels moeten met een grote precisie gelegd worden. Daarom zijn kabelleggers uitgerust met een Dynamic positioning system. Dit systeem brengt echter met zich mee dat tijdens het leggen van een kabel het weer redelijk moet zijn, anders bestaat het risico dat zowel kabellegger als kabel beschadigd worden.